# 앤 FM33
앤 FM33(& FM33)은 LG전자가 2007년 1월 23일에 출시한 포터블 미디어 플레이어이다.